# Hubîn, Buceaci
Hubîn (în ucraineană Губин) este un sat în comuna Mîkolaiivka din raionul Buceaci, regiunea Ternopil, Ucraina.

## Demografie
Componența lingvistică a localității Hubîn
     Ucraineană (99,52%)
     Alte limbi (0,48%)
Conform recensământului din 2001, majoritatea populației localității Hubîn era vorbitoare de ucraineană (99,52%), existând în minoritate și vorbitori de alte limbi.